# René Lipps

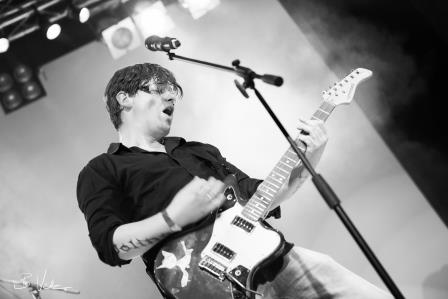
René Lipps

René Lipps (* 18. Oktober 1978 in Lindlar) ist ein deutscher Gitarrist, Pop-Sänger, Songwriter und Musikproduzent.

## Werdegang

### Leben und erste Schritte als Musiker
Motiviert durch seinen Vater, der selbst Studio- und Live-Gitarrist ist, begann er mit 14 Jahren Akustikgitarre zu spielen. Autodidaktisch brachte er sich das Spielen bei. Musikalisch beeinflusst wurde er zu dieser Zeit von Metallica, Guns N’ Roses und Nirvana. Schon ein halbes Jahr später kam eine Stinger E-Gitarre dazu. Das Songwriting startete er schon mit 16 Jahren. Inspiriert wurde er bei den ersten selbst geschriebenen Speed-Metal-Songs von Pantera und Dimebag Darrell. Der nächste Weg führte ihn dann zur Coverband Triple X, die seinen musikalischen Horizont in Richtung Fusion, Funk und Blues erweiterte.
Weitere Bands wie zum Beispiel Bonk! und Monstertrip folgten. Bonk entstand 2002 aus der Idee heraus, den damaligen amerikanischen Nu Rock mit deutschen Texten zu verbinden. Die Band veröffentlichte bis zur Auflösung 2008 eine EP mit dem Titel Bonk! (2003) sowie das Album
Tinnitus (2004) und Zartbitter (2006). Als Support traten sie für Die Happy, BAP und 2raumwohnung auf.
Bei Monstertrip spielte neben Bonny G. Assan auch Achim Remling, der heute unter dem Künstlernamen Achim Petry bekannt ist. Die Band, die sich selbst der Neuen Deutschen Härte zuordnete, hatte ihren eigenen charakteristischen Mix aus tiefen Gitarren, harten Grooves und eigentlich genreuntypischen Melodien.
Im April 2010 wurde die Band Tiefer von Lipps und Bonny G. Assan (Bass), die zu dieser Zeit noch Bandmitglieder von Thomas Godoj waren, und Sebastian Netz gegründet. Netz spielt noch heute in der Band von Thomas Godoj. Hinzu kamen noch Olli Schmitz am Schlagzeug und Sänger Philipp Borg. Tiefer spielte vor allem Alternative Rock und Pop-Rock mit deutschen Texten. Im Oktober 2011 wurde das Album Frei von Schuld veröffentlicht und konnte über die Band bezogen werden. Die Band löste sich im Mai 2012 wieder auf.
Noch bevor sich die Band Tiefer auflöste, kam er über das Management von Achim Petry in Kontakt mit B-Tight und damit zu dessen
Songwriting-Team, die zu dieser Zeit am Album Drinne arbeiteten. Fünf Songs dieses Albums wurden von ihm komponiert, eingespielt und vorproduziert.

### Gitarrist bei Thomas Godoj
Im Mai 2008 wurde die Band Thomas Godoj vom gleichnamigen Sänger gegründet. René Lipps war sowohl bei den Studioaufnahmen zu den Alben Plan A! (Platin Edition) und Richtung G wie auch bei verschiedenen Fernsehauftritten, Festivals und den Konzerttourneen dabei. Als musikalischer Leiter der Thomas Godoj Band zeichnete er verantwortlich für die akustischen Arrangements der unplugged-Songs auf dem Album Plan A! (Platin Edition). Auch beim Folgealbum Richtung G war er als Songwriter bei einigen Songs beteiligt. Als Gitarrist war René Lipps festes Mitglied dieser Band zwischen Mai 2008 und Dezember 2010.
2016 kam es wieder zu einer Zusammenarbeit mit Thomas Godoj. Für dessen Album Mundwerk textete und komponierte René Lipps die Songs Lebendig, Das wilde Herz und Vorhang auf sowie die akustische Umsetzung von Lebendig, das als Bonustrack noch ergänzt wurde.
Im 2018 erschienenen Album 13 Pfeile komponierte er die Songs Keine Opion, Licht und Gladiatoren. Weiterhin war er im Video von Auf die Freiheit featuring aktiv.

### Achim und Wolfgang Petry
Lipps ist nicht nur Bandmitglied von Achim Petry, sondern hat auch dessen 2014 erschienenes Album Mittendrin produziert. Die Alben Brandneu und 40 Jahre - 40 Hits von Wolfgang Petry, Vater von Achim Petry, die er nicht nur produziert, sondern auch komponiert beziehungsweise arrangiert hatte, wurden in den beiden Folgejahren veröffentlicht. Das Album Brandneu war 2016 für den Echo nominiert. Seit 2017 ist Lipps Mitglied von Wolfgang Petrys Bandprojekt der Pete Wolf Band.

## Diskographie
- Thomas Godoj: Plan A! (Platin Edition) (2008)
- Thomas Godoj: Richtung G (2009)
- Sampler: Tribute to „Die Fantastischen Vier“ (2009) mit dem Song „Flüchtig“
- Tiefer: Frei von Schuld (2011)
- B-Tight: Drinne (2012)[19][20]
- Achim Petry: Mittendrin (2014)
- Wolfgang Petry: Brandneu (2015)[19]
- Wolfgang Petry: 40 Jahre - 40 Hits (2016)
- Thomas Godoj: Mundwerk (2016)
- Pete Wolf Band: Happy Man (2017)[21]
- Thomas Godoj: 13 Pfeile (2018)[19]
- Wolfgang Petry: Genau jetzt! (2018)
- Thomas Godoj: Stoff (2020)[19]